# MAN TGS

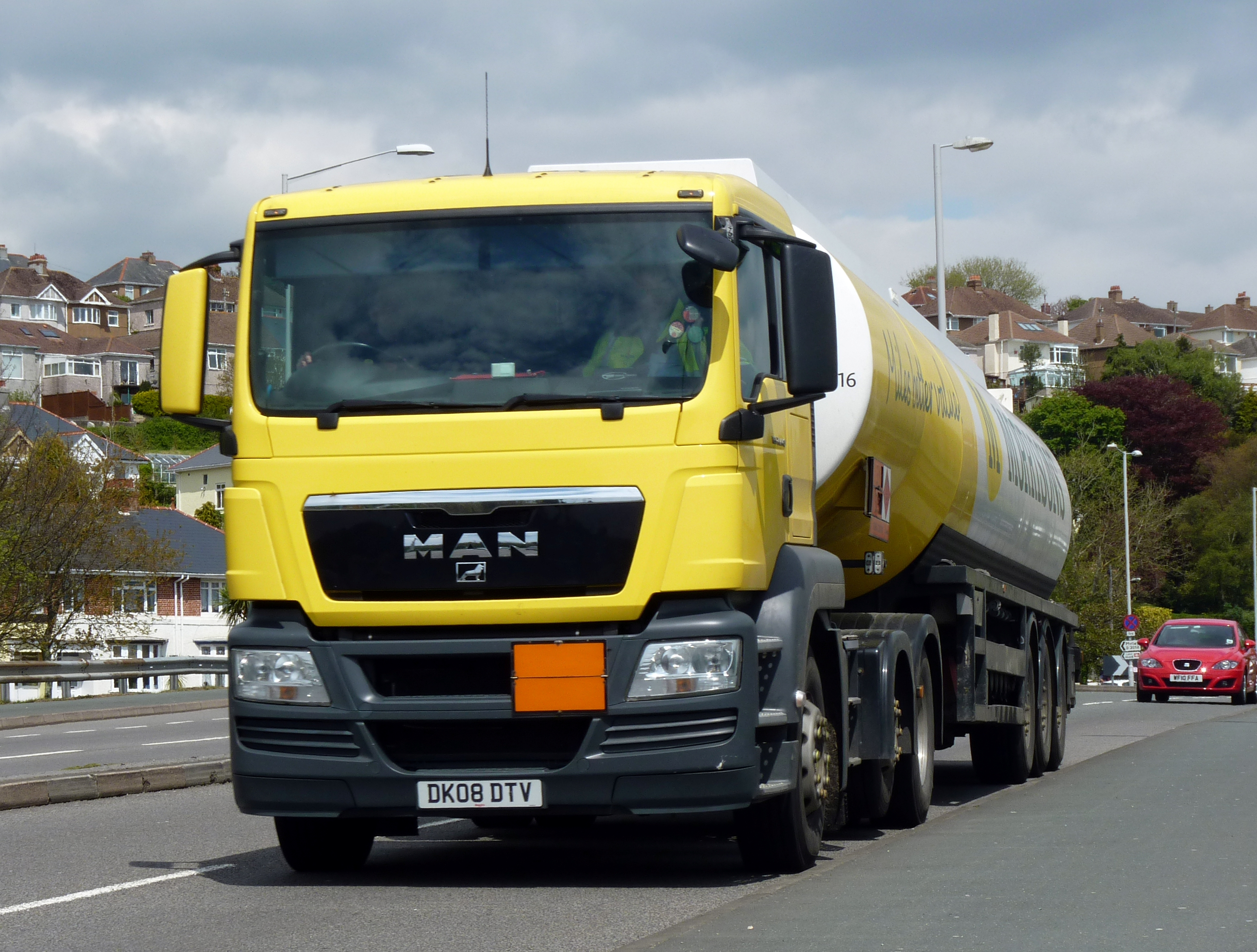

MAN TGS는 2007년 이후에 MAN SE에서 만드는 4세대와 5세대의 대형화물차를 가르키는 단어이다. MAN TGX와는 형제격인 차종이자 하위격인 차종이다.

## MAN TGS의 변천사와 용도
MAN TGS는 MAN TGX의 하위 호환인 차종으로 2007년에 MAN 대형트럭 시리즈에 나오는 3세대의 후속 차종으로 등장하였다. 2007년에 새로이 출시가 된 이후로 2012년과 2016년에 각각 페이스리프트를 거쳤으며 2020년에 후속 세대인 5세대에 자리를 물려주고 4세대는 단종이 되었다. 주요 용도로는 장거리와 중/단거리에서 카고트럭, 특장차, 트랙터, 소방차가 있으며 대한민국에서도 카고트럭, 특장차, 소방차와 트랙터로 수입해서 사용이 된다.

## 경쟁 차종
- 현대 엑시언트
- 타타대우 노부스
- 타타대우 프리마
- 메르세데스-벤츠
- 볼보트럭
- 이베코
- 스카니아

## 같이 보기
- MAN TGX
- MAN 대형트럭 시리즈
- MAN SE
- 화물자동차